# Forlì
Forlì [forˈli] ist die Hauptstadt der italienischen Provinz Forlì-Cesena in der Region Emilia-Romagna in Oberitalien mit 117.050 Einwohnern (Stand 31. Dezember 2023).

## Geographie
Forlì liegt an den östlichen Ausläufern der Apenninen am rechten Ufer des Flusses Montone. Etwa 30 km nordwestlich befindet sich die berühmte italienische Rennstrecke von Imola. Ravenna liegt rund 25 km nordöstlich und bis zur Adria bei Cervia in östlicher Richtung ist es etwa ebenso weit.
Die Nachbargemeinden sind Bertinoro, Brisighella (RA), Castrocaro Terme e Terra del Sole, Faenza (RA), Forlimpopoli, Meldola, Predappio, Ravenna (RA) und Russi (RA).

## Geschichte
Forlì wurde in römischer Zeit 188 v. Chr. vom Konsul Gaius Livius Salinator als Forum Livii gegründet. Es lag an der Via Aemilia.
Forlì (alttosk. Furlì oder manchmal Frullì) unterstand seit der Konsolidierung des Kirchenstaates, die im vorliegenden Fall 1503/1504 zum Abschluss kam, der direkten Herrschaft der Kirche. Zuvor war es seit dem 9. Jahrhundert eine freie Stadt, im Zeitraum bis um 1500 einem Vikariat und dessen Familie unterstellt. Von 1315 bis 1480 stand es unter der Signoria der Ordelaffi. Diese wurden 1480 auf Betreiben Papst Sixtus IV. vertrieben, der seinem Neffen Girolamo Riario die Grafschaft als päpstliches Lehen verlieh. Die Riario und Caterina Sforza verblieben bis zu ihrer Vertreibung 1499/1500. Sodann war Forlì dem kurzlebigen Machtbereich von Cesare Borgia zuzurechnen, ehe die Eroberung nach dem Tod von Papst Alexander VI. verfiel. Der Übergang zur direkten Herrschaft der Kirche vollzog sich 1503/1504, als einem Rückkehrversuch der Ordelaffi kein Erfolg mehr beschieden war.

## Sehenswürdigkeiten
In der Innenstadt mischt sich mittelalterliche Architektur mit Gebäuden des italienischen Rationalismus. In der teilweise noch ummauerten Stadt befinden sich um die mit Arkaden umgebene Piazza Aurelio Saffi noch einige historische Gebäude. Sehenswert sind unter anderem:
- die Abteikirche San Mercuriale mit dem 75 m hohen Campanile aus dem Jahre 1180
- der Palazzo del Podestà, erbaut 1459
- der Palazzo Albertini, 15. Jh.
- die Zitadelle Rocca di Ravaldino aus dem 15. Jahrhundert
- die Musei San Domenico (Museo Archeologico und Pinacoteca)[2]
- der Palazzo Romagnoli (Collezione del Novecento)[3]
- die im 19. Jahrhundert neu ergebaute Kathedrale di Santa Croce des Bistums Forlì-Bertinoro

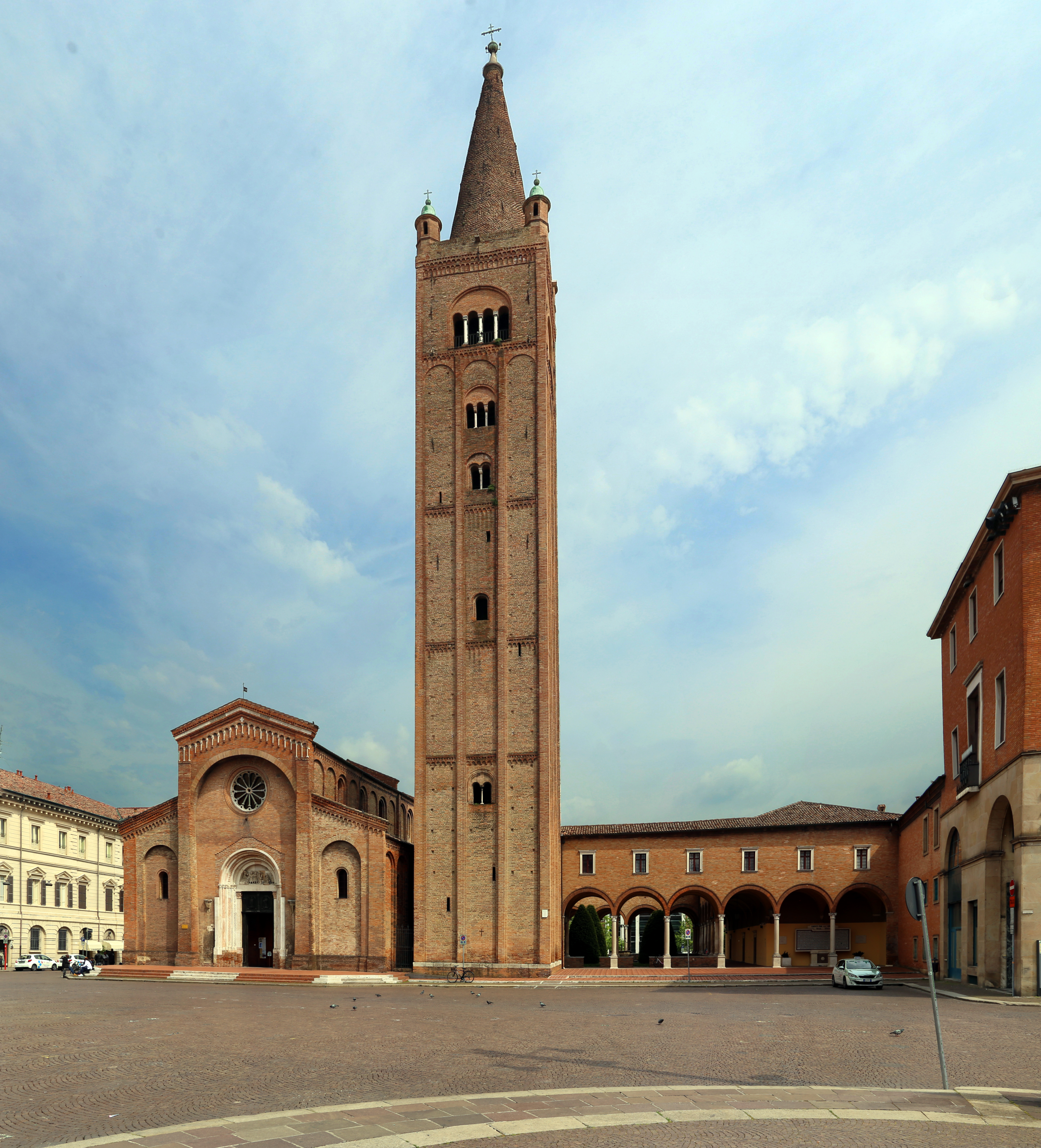
San Mercuriale
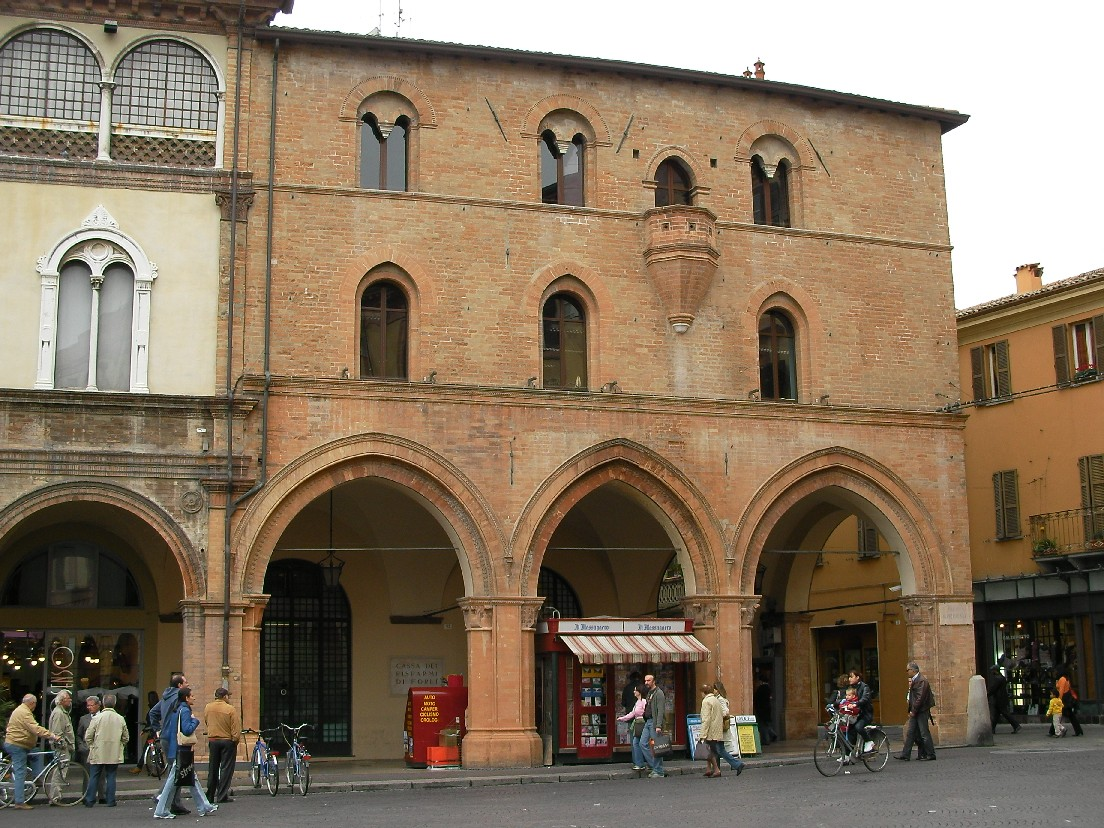
Palazzo del Podestà
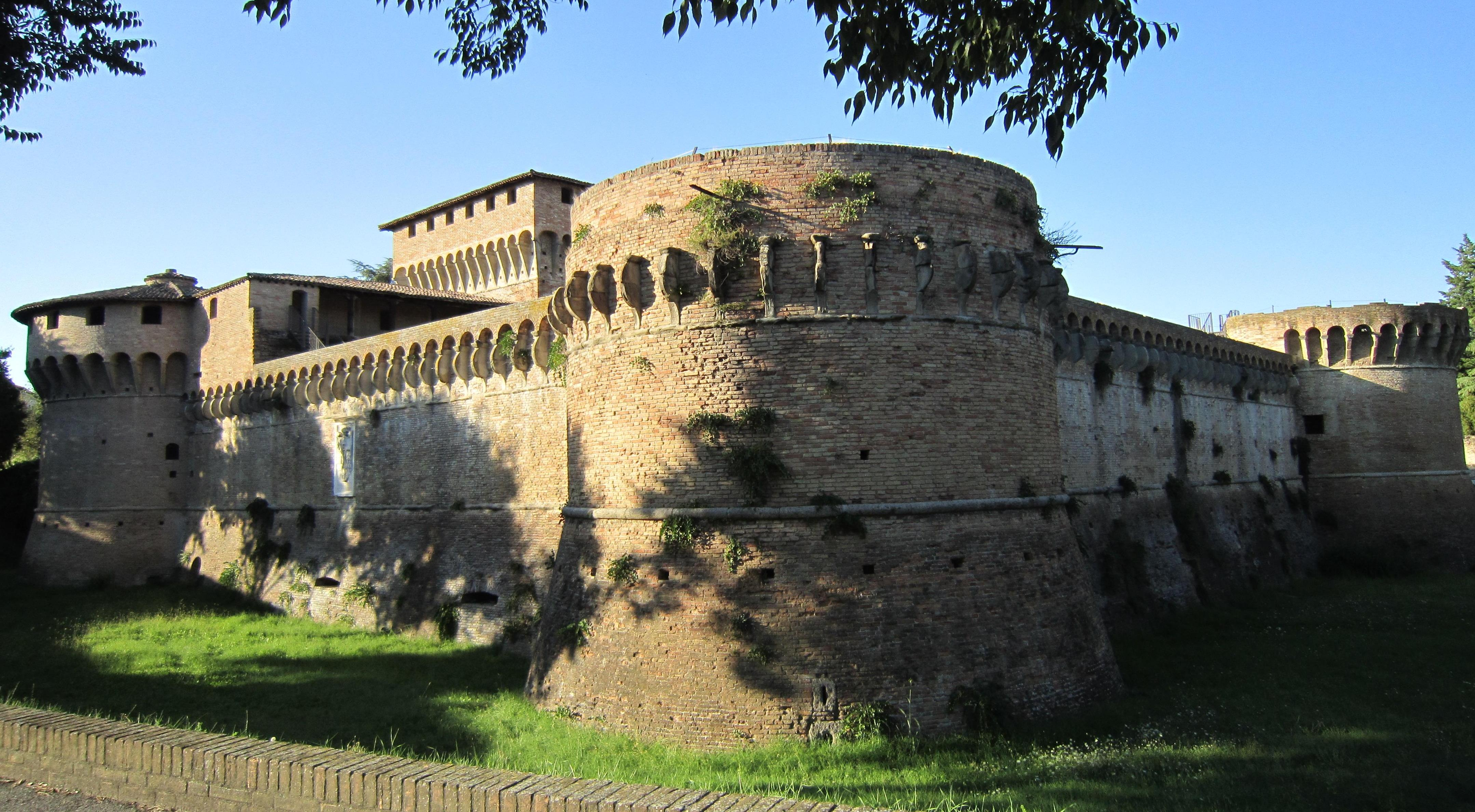
Rocca di Ravaldino
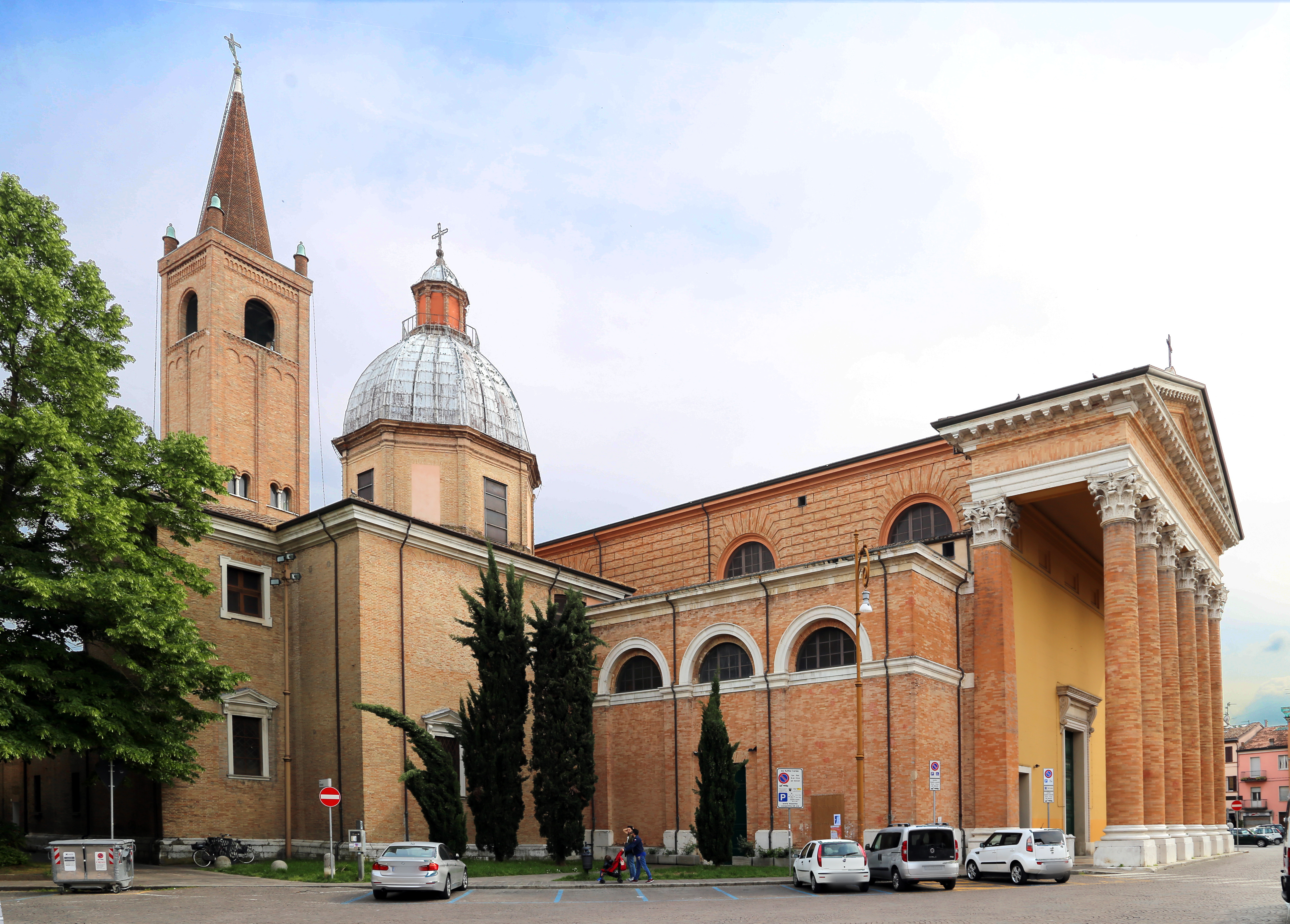
Cattedrale di Santa Croce
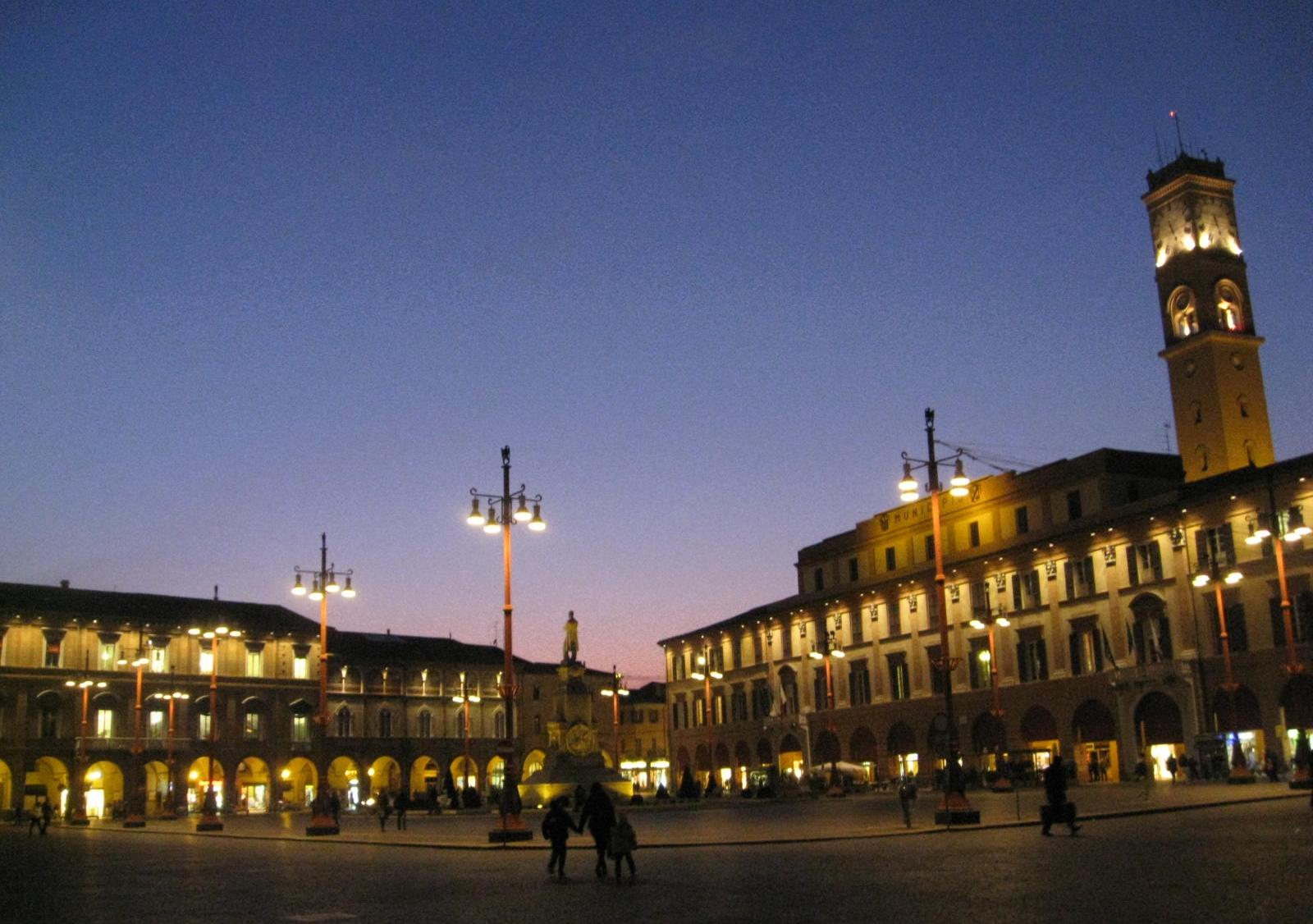
Piazza Aurelio Saffi
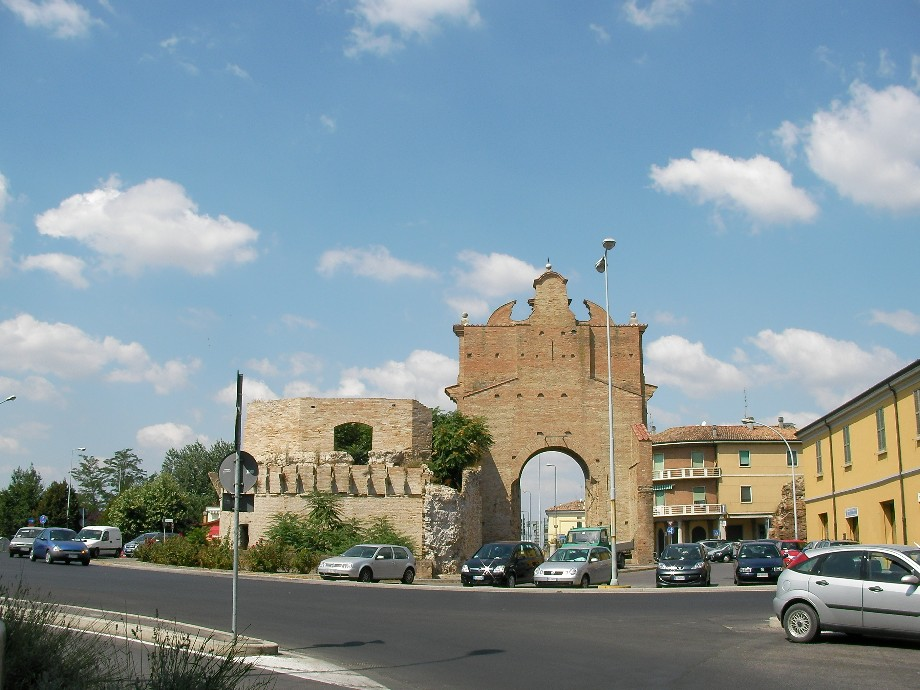
Porta Schiavonia

## Bildung
In Forlì befinden sich einige Fachbereiche der Universität Bologna. Sowohl Internationale Politik (Facoltà di Scienze Politiche „Roberto Ruffilli“) als auch Luftfahrt, sowie das Institut für Dolmetscher und Übersetzer (SSLiMIT) sind international bekannt.

## Verkehr

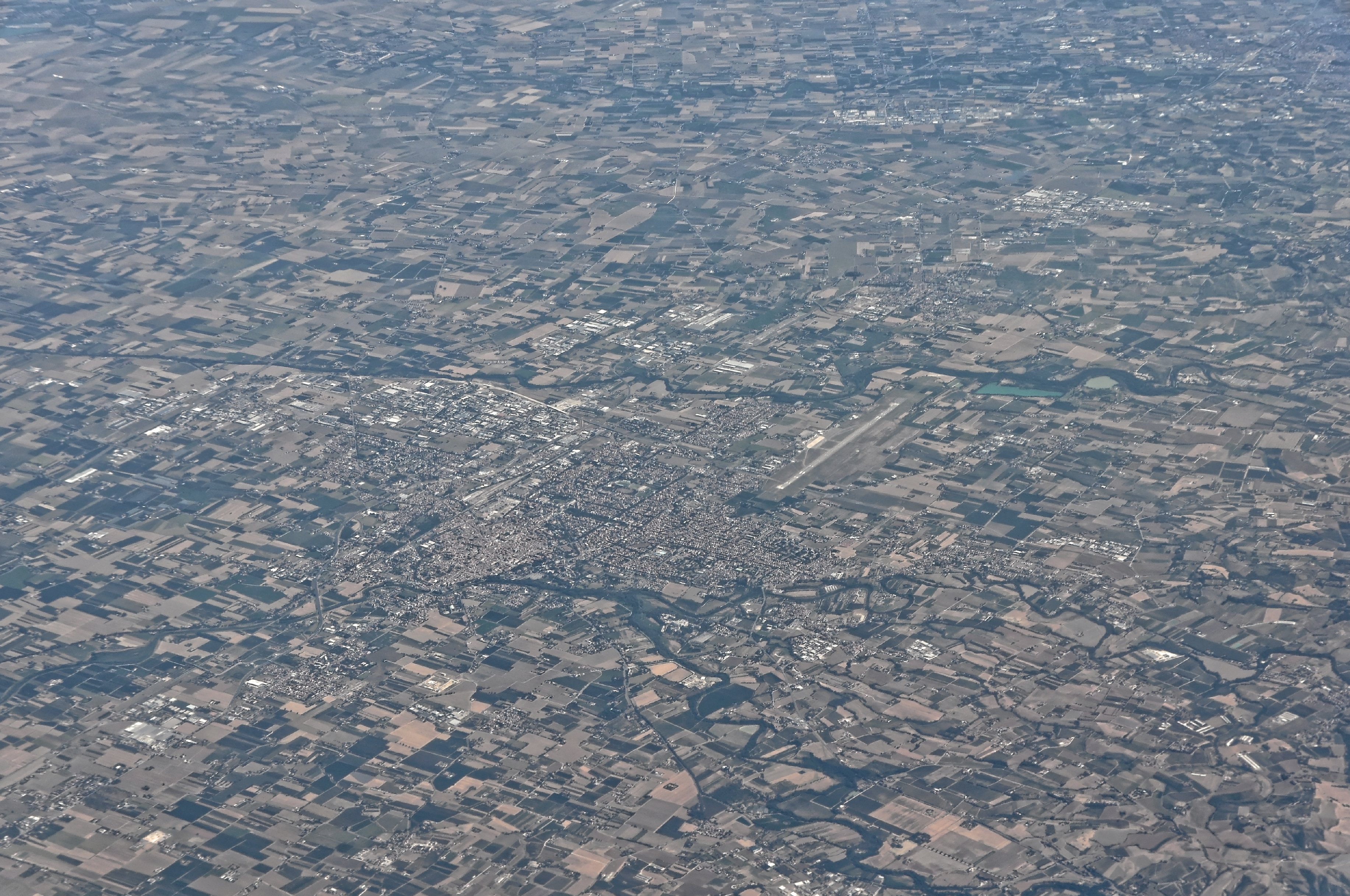
Das Gebiet um Forlì aus der Luft

- Am Bahnhof Forli, der an der Bahnstrecke Bologna–Ancona liegt, halten auch InterCity-Züge.
- Die Autostrada 14 (Autostrada Adriatica) führt etwa 5 Kilometer nordöstlich des Stadtzentrums an Forli vorbei und hat auch eine Anschlussstelle Forli.
- Forlì hat einen internationalen Flughafen, IATA: FRL, den Aeroporto di Forlì “Luigi Ridolfi”. Der Flughafen wurde im Jahr 2013 geschlossen. Eine geplante Wiedereröffnung wurde mehrmals verschoben.

## Partnerstädte
Forli ist Städtepartnerschaften mit folgenden Städten eingegangen:
| - Aveiro, Portugal - Bourges, Frankreich - Elektrėnai, Litauen - Peterborough, Großbritannien | - Płock, Polen - Szolnok, Ungarn - Trojan, Bulgarien |

## Trivia
Das Videospiel Assassin’s Creed II hat unter anderem seinen Schauplatz in Forlì.

## Politik
| Bürgermeister von Forlì seit 1945 (Sindaci di Forlì) | Bürgermeister von Forlì seit 1945 (Sindaci di Forlì) |
| --- | --- |
| - 1945–1951 Franco Agosto (PCI) - 1951–1952 Franco Simoncini (PRI) - 1952–1956 Mario Colletto (PRI) - 1956–1966 Icilio Missiroli (PRI) - 1966–1970 Emanuele Loperfido (DC-PRI-PLI-PSDI) - 1970–1979 Angelo Satanassi (PCI-PSI) - 1979–1989 Giorgio Zanniboni (PCI-PSI) | - 1989–1995 Sauro Sedioli (PCI-PSI) - 1995–2004 Franco Rusticali (PDS-PPI-PdD-PRI) - 2004–2009 Nadia Masini (DS-DL-PRI-PRC-FdV) - 2009–2014 Roberto Balzani (PD-IdV-SEL) - 2014–2019 Davide Drei (PD-SEL) - seit 2019 Gian Luca Zattini (Lega-FI-FdI-Forlì Cambia) |

## Persönlichkeiten
Bekannte Persönlichkeiten der Stadt sind in der Liste von Persönlichkeiten der Stadt Forlì aufgeführt.